# Lhôpital
Lhôpital – miejscowość i dawna gmina we Francji, w regionie Owernia-Rodan-Alpy, w departamencie Ain. W 2013 roku populacja ówczesnej gminy wynosiła 50 mieszkańców.
W dniu 1 stycznia 2019 roku z połączenia dwóch ówczesnych gmin – Surjoux oraz Lhôpital – powstała nowa gmina Surjoux-Lhopital. Siedzibą gminy została miejscowość Lhôpital.